# Saint-Martin-des-Tilleuls
Saint-Martin-des-Tilleuls ist eine französische Gemeinde mit 1.144 Einwohnern (Stand: 1. Januar 2022) im Département Vendée in der Region Pays de la Loire. Die Gemeinde gehört zum Arrondissement La Roche-sur-Yon und zum Kanton Mortagne-sur-Sèvre. Die Einwohner werden Saint-Martinois genannt.

## Geografie
Saint-Martin-des-Tilleuls liegt etwa 43 Kilometer nordöstlich von La Roche-sur-Yon und etwa 16 Kilometer südwestlich von Cholet. Umgeben wird Saint-Martin-des-Tilleuls von den Nachbargemeinden Saint-Aubin-des-Ormeaux im Norden, Chanverrie im Osten, La Gaubretière im Süden, Les Landes-Genusson im Westen sowie Tiffauges im Nordwesten. 

## Bevölkerungsentwicklung
| Jahr                      | 1962 | 1968 | 1975 | 1982 | 1990 | 1999 | 2006 | 2013 |
| Einwohner                 | 635  | 648  | 595  | 674  | 719  | 758  | 885  | 1010 |
| Quelle: Cassini und INSEE |      |      |      |      |      |      |      |      |

## Sehenswürdigkeiten
- Kirche Saint-Martin, 1891 erbaut
- Kapelle Les Martyrs

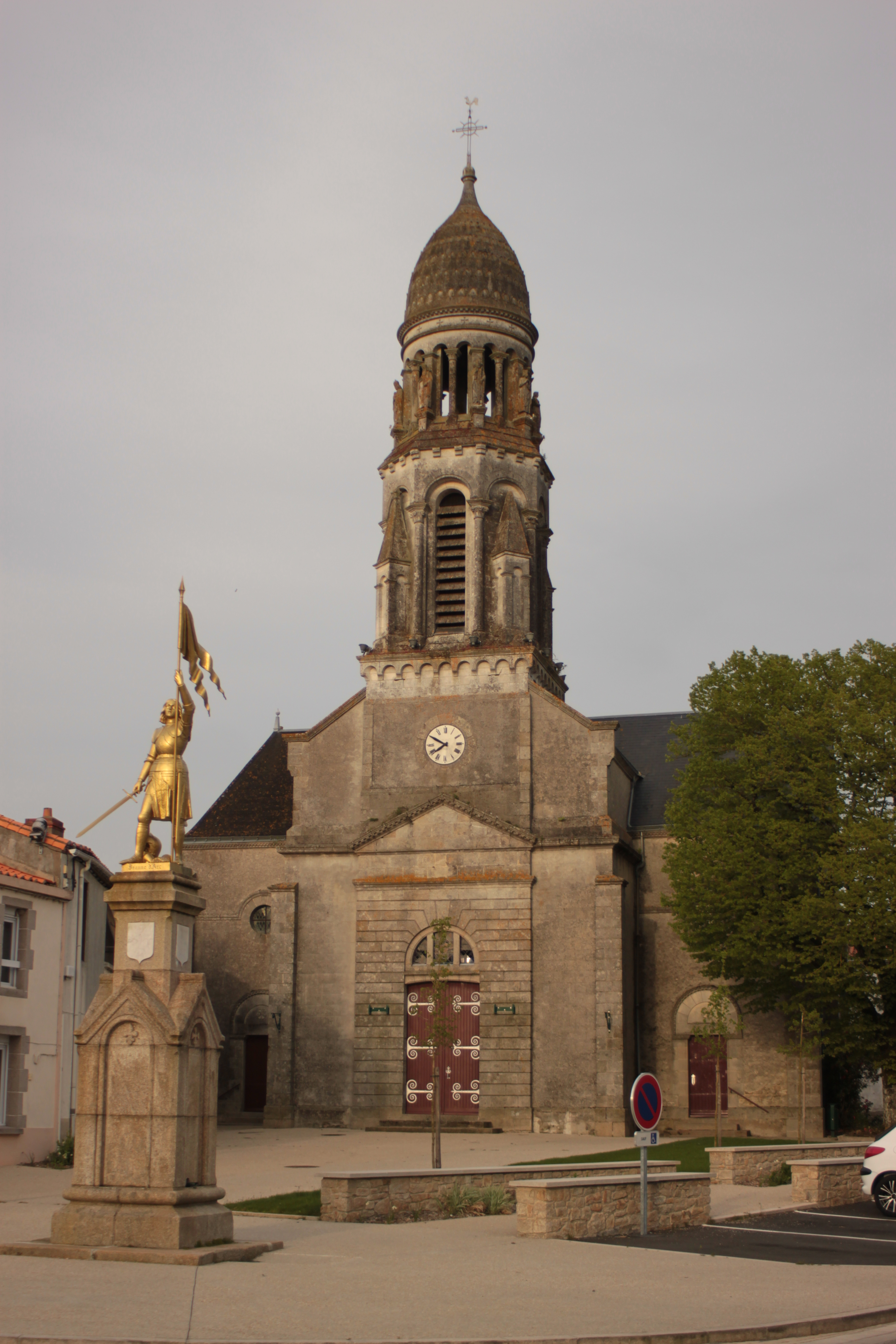
Kirche Saint-Martin

- Festung La Rainière aus dem 16. Jahrhundert
- Schloss La Bretesche aus dem 17. Jahrhundert

## Persönlichkeiten
- Claude Bernard (* 1935), Dichter